# Sicherheit in der Lieferkette
Unter Sicherheit in der Lieferkette (oder Lieferkettensicherheit, auch Wertschöpfungskettensicherheit; englisch supply chain security, französisch sécurité de la chaîne logistique) werden in der Logistik im Rahmen des Supply-Chain-Managements Maßnahmen und Konzepte zur Prozessabsicherung und Risikominimierung in Wertschöpfungsketten verstanden, wobei die Angriffssicherheit im Vordergrund steht. Eng verwandt ist das Supply-Chain-Risikomanagement.

## Hintergrund und Rahmenbedingungen
Die aktuellen Rahmenbedingungen in Politik und Wirtschaft haben zu erheblichen Veränderungen im weltweiten Geschäftsleben geführt. Der Aspekt „Sicherheit“ gewinnt immer mehr an Bedeutung, um weitestgehende Risikominimierung zu betreiben. Daher haben die Gesetzgeber in Europa und Amerika – teilweise auch aus unterschiedlichen Motiven heraus – Gesetze und Verordnungen erlassen, die alle das gleiche Ziel verfolgen: Die Sicherheit im Zusammenwirken aller Stakeholder in Geschäftsabläufen bzw. Lieferketten zu erhöhen. Dies sind z. B. die Unternehmen, Konsumenten, Banken, Versicherungen usw.
Um dieses Ziel nachdrücklich zu erreichen und zu einer allgemeinen Verpflichtung aller Beteiligter zu machen, sind bei Nichteinhaltung der eingeforderten Maßnahmen teilweise erhebliche Strafen vorgesehen, die von Importsperren bis zu Gefängnisstrafen für die verantwortlichen Manager reichen. Banken können Unternehmen mit fehlenden oder mangelnden Maßnahmen zur Sicherheit in der Lieferkette die Gewährung von Krediten verweigern.

## Vorschriften und Anforderungen
Eine Reihe von Maßnahmen ist bereits in Kraft oder wird in Kürze verpflichtend sein. Hier eine Auflistung der wichtigsten Regelwerke:
- ISO 28000 – Schiffe und Meerestechnik – Sicherheitsmanagementsysteme für die Lieferketten – bei Nichtbeachtung Geld- und Haftstrafen für das Management.
- ISO 15408 – Informationstechnik – IT-Sicherheitsverfahren – Evaluationskriterien für IT-Sicherheit. – ab EAL 4
- EU (Europäische Union) Verordnung 178 – Vollkommene Produktrückverfolgbarkeit im Bereich Lebensmittel, Tiernahrung etc.
- Customs-Trade Partnership Against Terrorism (C-TPAT) – Sicherung der Container-Importe in die USA – bei Nichteinhaltung Verzögerungen, Ablehnung und zusätzliche Kosten der Importe in die USA.
- Zugelassener Wirtschaftsbeteiligter (AEO).
- Bioterrorism Act der FDA (Food and Drug Administration) – Sicherung der Lebensmittel-Kette in die USA – bei Nichteinhaltung Import-Verbot in die USA.
- Sarbanes Oxley Act der SEC (Securities and Exchange Commission) – Sicherung der operativen Abläufe in Unternehmen, die an der Börse in USA gelistet sind inklusive aller Beteiligungen weltweit – bei Nichtbeachtung drohen auch Haftstrafen für das Management. Im Grunde betrifft es alle Unternehmen, die am Kapitalmarkt teilnehmen wollen.
- Basel II – Sicherung der Kreditwürdigkeit über die Bewertung der Leistungsfähigkeit operativer Einheiten im Unternehmen.
- Third Party Liabilities – Steigendes Haftungsrisiko gegenüber Dritten in USA, Europa und Asien – bei Nichtbeachtung drohen hohe Kosten.
- Technology Asset Protection Association (TAPA) – privatwirtschaftliche Initiative.
- International Ship and Port Facility Security Code (ISPS-Code)

## Aktueller Stand der Umsetzung
Die meisten Unternehmen sind von der Fülle der Vorschriften und Anforderungen überfordert, meist werden nur punktuelle Maßnahmen eingeleitet. Gesamtkonzepte zur Vernetzung aller Teilnehmer fehlen in der Regel.